# Циклооксигеназы
Циклооксигеназы, ЦОГ (англ. cyclooxygenases, COX) — группа ферментов, участвующих в синтезе простаноидов, таких как простагландины, простациклины и тромбоксаны. Фармакологическое ингибирование циклооксигеназ ослабляет симптомы воспаления и боли, примерами таких ингибиторов являются аспирин и ибупрофен. Иногда для обозначения циклооксигеназ используются термины «простагландинсинтаза», «простагландинсинтетаза».
При детальном исследовании ЦОГ было установлено, что эти ферменты содержатся в различных тканях, проявляют различный спектр чувствительности к аспириноподобным препаратам, что позволило сделать предположение о существовании изоформ фермента. У человека описано два гена, кодирующих ЦОГ: ЦОГ-1 и ЦОГ-2. Альтернативный сплайсинг продукта первого гена порождает две формы фермента.

## Функция
Циклооксигеназы катализируют реакцию превращения арахидоновой кислоты в простагландин Н2 (PGH2, предшественник остальных простагландинов, простациклина и тромбоксана А2).

Реакции, катализируемые циклооксигеназами

Фермент содержит два активных центра:
1. Циклооксигеназный сайт, превращающий арахидоновую кислоту в простагландин G2 путём циклизации линейной арахидоновой кислоты с присоединением молекул кислорода;
2. Гем, обладающий активностью, превращающий простагландин G2 в простагландин Н2.

Существует также фермент липоксигеназа, который направляет синтез арахидоновой кислоты по пути лейкотриенов. Липоксигеназа играет большую роль в генезе побочных симптомов, наблюдаемых при ингибировании циклооксигеназы.

Роль ЦОГ и липооксигеназы в синтезе эйкозаноидов

### ЦОГ-1
ЦОГ-1 является конститутивной, то есть работает практически постоянно и выполняет физиологически важные функции. ЦОГ-1 ингибируется неселективными НПВС и это порождает многие побочные эффекты: бронхоспазм, ульцерогенез, боль в ушах, задержка воды в организме.
Вышеописанные побочные эффекты обусловлены тем, что при ингибировании циклооксигеназы-1 наблюдается, во-первых, вакантное преобладание лейкотриенов, во-вторых, увеличением синтеза лейкотриенов (лейкотриены C4, D4, Е4 представляют собой медленно реагирующую субстанцию анафилаксии, МРСА, порождающую бронхоспазм; простагландины выполняют защитную роль в слизистой оболочке желудка, поэтому уменьшение их синтеза порождает ульцерогенез).
Вакантное преобладание лейкотриенов обусловлено тем, что на фоне сниженного синтеза простагландинов преобладающими веществами становятся лейкотриены. Увеличение синтеза лейкотриенов связано с тем, что при блокировании циклооксигеназы неизменяемое количество арахидоновой кислоты практически полностью затрачивается на синтез лейкотриенов (в то время, как в  арахидоновая кислота равномерно распределяется между синтезом простагландинов и лейкотриенов).
Недостаток простагландинов в почечной ткани, наблюдаемый при блокировании ЦОГ-1, нарушает местные ауторегуляторные механизмы.

### ЦОГ-2
ЦОГ-2 является индуцибельной, то есть начинает функционировать при определённых ситуациях, например, при воспалении. ЦОГ-2 экспрессируется макрофагами, синовиоцитами, фибробластами, гладкой сосудистой мускулатурой, хондроцитами и эндотелиальными клетками после индуцирования их цитокинами или факторами роста. Вероятно, простагландины, образующиеся под действием ЦОГ-2, могут напрямую или опосредованно усиливать продукцию самого фермента по механизму положительной обратной связи. Подобная связь была обнаружена в сетчатке глаза в модели конканавалин-индуцированного воспаления у крыс.
Ингибирование ЦОГ-2 рассматривается как один из основных механизмов противовоспалительной активности НПВС, так как при селективном ингибировании данной циклооксигеназы можно минимизировать многие побочные симптомы, наблюдаемые при ингибировании циклооксигеназы 1.
ЦОГ 1 и ЦОГ 2 имеют почти одинаковую молекулярную массу — 70 и 72 кДа соответственно, аминокислотные последовательности соответствуют почти на 65 %, каталитические сайты также почти полностью идентичны. Важным с фармакологической точки зрения отличием является то, что ЦОГ 1 в 523 положении содержит более гидрофобную аминокислоту — изолейцин (ЦОГ 2 в аналогичном положении содержит валин).

### ЦОГ-3
Подобно другим ферментам из группы ЦОГ, ЦОГ-3 тоже участвует в синтезе простагландинов и играет роль в развитии боли и лихорадки, но в отличие от ЦОГ-1 и ЦОГ-2, ЦОГ-3 не принимает участия в развитии воспаления. Активность ЦОГ-3 ингибируется парацетамолом, который оказывает слабое влияние на ЦОГ-1 и ЦОГ-2.
Правда, стоит заметить, что ЦОГ-3 обнаружен в тканях экспериментальных животных, и существование данной изоформы ЦОГ в организме человека требует доказательства, как и требует дальнейшего изучения и доказательства связанный с ингибированием ЦОГ-3 механизм действия парацетамола.
Некоторые авторы относят ЦОГ-3 к ЦОГ-1, называя её ЦОГ-1b или вариантом ЦОГ-1 — ЦОГ-1v.

## Ингибиторы
Низкомолекулярные ингибиторы циклооксигеназ широко используются в качестве противовоспалительных препаратов.
Обнаружены также природные ингибиторы: кулинарный гриб — грифола курчавая (Маитака) способен частично ингибировать функцию фермента. Некоторые авторы считают, что и флавоноиды, в частности дигидрокверцетин, обладают такой способностью.